# Selección femenina de fútbol de Irlanda del Norte
La selección femenina de fútbol de Irlanda del Norte representa a Irlanda del Norte en las competiciones internacionales de fútbol femenino. Jugó su primer partido internacional el 7 de septiembre de 1973 contra la selección femenina de fútbol de Inglaterra, partido que perdió Irlanda del Norte por cinco goles a uno. 
En abril de 2021, se clasificó por primera vez a la Eurocopa Femenina (para disputar la edición 2022), tras ganarle a Ucrania 4-1 en el global.
Hasta el momento no ha logrado clasificarse para disputar la Copa Mundial Femenina de Fútbol, ni tampoco los juegos olímpicos.

## Estadísticas

### Copa Mundial Femenina de Fútbol
| Edición | Resultado      | Posición       | PJ             | PG             | PE             | PP             | GF             | GC             |
| ------- | -------------- | -------------- | -------------- | -------------- | -------------- | -------------- | -------------- | -------------- |
| 1991    | No clasificó   | No clasificó   | No clasificó   | No clasificó   | No clasificó   | No clasificó   | No clasificó   | No clasificó   |
| 1995    | No clasificó   | No clasificó   | No clasificó   | No clasificó   | No clasificó   | No clasificó   | No clasificó   | No clasificó   |
| 1999    | No clasificó   | No clasificó   | No clasificó   | No clasificó   | No clasificó   | No clasificó   | No clasificó   | No clasificó   |
| 2003    | No clasificó   | No clasificó   | No clasificó   | No clasificó   | No clasificó   | No clasificó   | No clasificó   | No clasificó   |
| 2007    | No clasificó   | No clasificó   | No clasificó   | No clasificó   | No clasificó   | No clasificó   | No clasificó   | No clasificó   |
| 2011    | No clasificó   | No clasificó   | No clasificó   | No clasificó   | No clasificó   | No clasificó   | No clasificó   | No clasificó   |
| 2015    | No clasificó   | No clasificó   | No clasificó   | No clasificó   | No clasificó   | No clasificó   | No clasificó   | No clasificó   |
| 2019    | No clasificó   | No clasificó   | No clasificó   | No clasificó   | No clasificó   | No clasificó   | No clasificó   | No clasificó   |
| 2023    | No clasificó   | No clasificó   | No clasificó   | No clasificó   | No clasificó   | No clasificó   | No clasificó   | No clasificó   |
| 2027    | Por disputarse | Por disputarse | Por disputarse | Por disputarse | Por disputarse | Por disputarse | Por disputarse | Por disputarse |
| Total   | 0/9            | -              | -              | -              | -              | -              | -              | -              |

### Eurocopa Femenina
| Edición | Resultado      | Posición       | PJ             | PG             | PE             | PP             | GF             | GC             |
| ------- | -------------- | -------------- | -------------- | -------------- | -------------- | -------------- | -------------- | -------------- |
| 1984    | No clasificó   | No clasificó   | No clasificó   | No clasificó   | No clasificó   | No clasificó   | No clasificó   | No clasificó   |
| 1987    | No clasificó   | No clasificó   | No clasificó   | No clasificó   | No clasificó   | No clasificó   | No clasificó   | No clasificó   |
| 1989    | No participó   | No participó   | No participó   | No participó   | No participó   | No participó   | No participó   | No participó   |
| 1991    | No clasificó   | No clasificó   | No clasificó   | No clasificó   | No clasificó   | No clasificó   | No clasificó   | No clasificó   |
| 1993    | No participó   | No participó   | No participó   | No participó   | No participó   | No participó   | No participó   | No participó   |
| 1995    | No participó   | No participó   | No participó   | No participó   | No participó   | No participó   | No participó   | No participó   |
| 1997    | No participó   | No participó   | No participó   | No participó   | No participó   | No participó   | No participó   | No participó   |
| 2001    | No participó   | No participó   | No participó   | No participó   | No participó   | No participó   | No participó   | No participó   |
| 2005    | No participó   | No participó   | No participó   | No participó   | No participó   | No participó   | No participó   | No participó   |
| 2009    | No clasificó   | No clasificó   | No clasificó   | No clasificó   | No clasificó   | No clasificó   | No clasificó   | No clasificó   |
| 2013    | No clasificó   | No clasificó   | No clasificó   | No clasificó   | No clasificó   | No clasificó   | No clasificó   | No clasificó   |
| 2017    | No clasificó   | No clasificó   | No clasificó   | No clasificó   | No clasificó   | No clasificó   | No clasificó   | No clasificó   |
| 2022    | Fase de grupos | 16.°           | 3              | 0              | 0              | 3              | 1              | 11             |
| 2025    | Por disputarse | Por disputarse | Por disputarse | Por disputarse | Por disputarse | Por disputarse | Por disputarse | Por disputarse |
| Total   | 1/13           | 16.°           | 3              | 0              | 0              | 3              | 1              | 11             |

### Liga de Naciones Femenina de la UEFA
| Edición | L     | G     | Resultado    | PJ | PG | PE | PP | GF | GC |
| ------- | ----- | ----- | ------------ | -- | -- | -- | -- | -- | -- |
| 2023-24 | B     | 1     | Tercer lugar | 8  | 3  | 2  | 3  | 12 | 14 |
| Total   | Total | Total | 1/1          | 8  | 3  | 2  | 3  | 12 | 14 |

## Últimos y próximos encuentros
Actualizado al último partido jugado el 16 de julio de 2024
| Fecha      | Ciudad                       | Local                | Resultado | Visitante            | Competición                     |
| ---------- | ---------------------------- | -------------------- | --------- | -------------------- | ------------------------------- |
| 23-02-2024 | Podgorica                    | Montenegro           | 0:2       | Irlanda del Norte    | Liga de Naciones Femenina 23/24 |
| 27-02-2024 | Belfast                      | Irlanda del Norte    | 1:1       | Montenegro           | Liga de Naciones Femenina 23/24 |
| 05-04-2024 | Belfast                      | Irlanda del Norte    | 0:0       | Malta                | Clas. Eurocopa Femenina 2025    |
| 09-04-2024 | Zenica                       | Bosnia y Herzegovina | 1:3       | Irlanda del Norte    | Clas. Eurocopa Femenina 2025    |
| 31-05-2024 | Leiría                       | Portugal             | 4:0       | Irlanda del Norte    | Clas. Eurocopa Femenina 2025    |
| 04-06-2024 | Lurgan                       | Irlanda del Norte    | 1:2       | Portugal             | Clas. Eurocopa Femenina 2025    |
| 12-07-2024 | Ta' Qali                     | Malta                | 0:2       | Irlanda del Norte    | Clas. Eurocopa Femenina 2025    |
| 16-07-2024 | Belfast                      | Irlanda del Norte    | 2:0       | Bosnia y Herzegovina | Clas. Eurocopa Femenina 2025    |
| 22-10-2024 | Bandera de Croacia           | Croacia              | -:-       | Irlanda del Norte    | Clas. Eurocopa Femenina 2025    |
| 28-10-2024 | Bandera de Irlanda del Norte | Irlanda del Norte    | -:-       | Croacia              | Clas. Eurocopa Femenina 2025    |

## Última convocatoria
Jugadoras convocadas para la Eurocopa Femenina 2022.
Entrenador:  Kenny Shiels
| No. | Pos. | Jugadora           | Fecha de nacimiento (edad)        | Apa. | Goles | Club                    |
| --- | ---- | ------------------ | --------------------------------- | ---- | ----- | ----------------------- |
| 1   | POR  | Jacqueline Burns   | 6 de marzo de 1997 (25 años)      | 39   | 0     | BK Häcken               |
| 2   | DEF  | Rebecca McKenna    | 13 de abril de 2001 (21 años)     | 20   | 1     | Lewes                   |
| 3   | DEF  | Demi Vance         | 2 de mayo de 1991 (31 años)       | 75   | 4     | Rangers                 |
| 4   | DEF  | Sarah McFadden     | 23 de mayo de 1987 (35 años)      | 86   | 6     | Durham                  |
| 5   | DEF  | Julie Nelson       | 4 de junio de 1985 (37 años)      | 125  | 8     | Crusaders Strikers      |
| 6   | DEF  | Ashley Hutton      | 2 de noviembre de 1987 (34 años)  | 114  | 9     | Linfield                |
| 7   | MED  | Chloe McCarron     | 22 de diciembre de 1997 (24 años) | 23   | 1     | Glentoran               |
| 9   | DEL  | Simone Magill      | 1 de noviembre de 1994 (27 años)  | 70   | 21    | Everton                 |
| 11  | DEL  | Kirsty McGuinness  | 4 de noviembre de 1994 (27 años)  | 57   | 14    | Cliftonville            |
| 12  | POR  | Becky Flaherty     | 6 de marzo de 1998 (24 años)      | 7    | 0     | Brighouse Town          |
| 13  | DEF  | Kelsie Burrows     | 22 de febrero de 2001 (21 años)   | 8    | 0     | Cliftonville            |
| 14  | DEL  | Lauren Wade        | 22 de noviembre de 1993 (28 años) | 41   | 7     | Glentoran               |
| 15  | DEF  | Rebecca Holloway   | 25 de agosto de 1995 (26 años)    | 9    | 3     | Racing Louisville       |
| 16  | MED  | Nadene Caldwell    | 24 de enero de 1991 (31 años)     | 67   | 2     | Glentoran               |
| 17  | DEF  | Laura Rafferty     | 29 de abril de 1996 (26 años)     | 32   | 0     | Southampton             |
| 18  | MED  | Louise McDaniel    | 24 de mayo de 2000 (22 años)      | 8    | 1     | Cliftonville            |
| 19  | DEL  | Emily Wilson       | 26 de agosto de 2001 (20 años)    | 11   | 1     | Crusaders Strikers      |
| 20  | MED  | Joely Andrews      | 20 de abril de 2002 (20 años)     | 7    | 1     | Glentoran               |
| 21  | DEL  | Caitlin McGuinness | 30 de agosto de 2002 (19 años)    | 11   | 1     | Cliftonville            |
| 22  | DEF  | Abbie Magee        | 15 de noviembre de 2000 (21 años) | 6    | 0     | Cliftonville            |
| 23  | POR  | Shannon Turner     | 8 de septiembre de 1997 (24 años) | 0    | 0     | Wolverhampton Wanderers |

## Récords
La delantera de la selección, Simone Magill,  posee el récord mundial por el gol internacional más rápido en el fútbol femenino. Anteriormente, la estadounidense Alex Morgan había ostentado el récord con 12 segundos. Magill logró un gol de 11 segundos contra la selección de Georgia al inicio de un partido de clasificación europea el 3 de junio de 2016, después de perseguir la pelota y recibir un pase cruzado de una compañera. La Asociación Irlandesa de Fútbol le otorgó un trofeo especial. El tanto es también el gol internacional más rápido de la selección de Irlanda del Norte masculina o femenina.